# Mistrzostwa Europy w Wioślarstwie 1955
45. Mistrzostwa Europy w Wioślarstwie (mężczyzn) odbyły się w dniach 25-28 sierpnia 1955 r. w belgijskiej Gandawie (po raz 3. w historii). Zgodnie z programem mistrzostw rozegrano 7 konkurencji wioślarskich (wyłącznie dla mężczyzn). Zawodnicy rywalizowali na pobliskim torze regatowym Watersportbaan.  
Organizację oddzielnych Mistrzostw Europy w Wioślarstwie Kobiet 1955 przejął rumuński Bukareszt.

## Medaliści
| Konkurencja                 | Złoto | Srebro | Brąz | Źródło      |
| --------------------------- | --- | --- | --- | ----------- |
| M1x (jedynka)               | Teodor Kocerka | Jurij Tiukałow | Rob van Mesdag | [ 2 ]       |
| M2x (dwójka podwójna)       | ZSRR Heorhij Żylin · Ihor Jemczuk | Czechosłowacja Albert Krajmer · František Reich | Jugosławia Perica Vlašić · Nikola Lucsin | [ 3 ]       |
| M2- (dwójka bez sternika)   | ZSRR Igor Bułdakow · Wiktor Iwanow | Belgia Michel Knuysen · Bob Baetens | Argentyna Jorge Glusman · Eduardo Glusman | [ 4 ]       |
| M2+ (dwójka ze sternikiem)  | Szwajcaria Gottfried Kottmann · Rolf Streuli · Walter Ludin (sternik) | Finlandia Veli Lehtelä · Toimi Pitkänen · Matti Niemi (sternik)                                                                                                | Francja Claude Martin · Édouard Leguery · Daniel Forget (sternik)                                                                                           | [ 5 ]       |
| M4- (czwórka bez sternika)  | Rumunia Ștefan Somogy · Anton Senceac · Radu Nicolae · Ștefan Pongratz | Dania Ib Jensen · Bent Brønnum · Leif Hermansen · Bjørn Brønnum                                                                                                | Finlandia Jorma Salonen · Reino Poutanen · Eero Lehtovirta · Kauko Hänninen                                                                                 | [ 6 ] [ 7 ] |
| M4+ (czwórka ze sternikiem) | Argentyna Juan Ecker · Emilio Czerner · Jorge Schneider · Alfredo Czerner · Gerardo Santos (sternik)                                                                                 | Szwecja Evert Gunnarsson · Ivar Aronsson · Gösta Eriksson · Olle Larsson · Bertil Göransson (sternik)                                                          | Finlandia Jorma Salonen · Reino Poutanen · Eero Lehtovirta · Kauko Hänninen · Rolf Tuominen (sternik)                                                       | [ 8 ]       |
| M8+ (ósemka)                | ZSRR Jewgienij Brago · Władimir Rodimuszkin · Sława Amiragow · Jewgienij Samsonow · Igor Borisow · Leonid Gissien · Aleksiej Komarow · Władimir Kriukow · Władimir Pietrow (sternik) | Szwecja Evert Gunnarsson · Ivar Aronsson · Rune Andersson · Lennart Hansson · Bo Gustavsson · Gösta Eriksson · Olle Larsson · n/n · Bertil Göransson (sternik) | RFN Hans Betz · Günter Harms · Roland Freihoff · Heinz Zünkler · Hans Wielath · Walter Gisske · Herbert Gossel · Hermann Semrau · Friedel Iserloh (sternik) | [ 9 ]       |

## Klasyfikacja medalowa
| Miejsce | Reprezentacja  | Złoto | Srebro | Brąz | Razem |
| ------- | -------------- | ----- | ------ | ---- | ----- |
| 1.      | ZSRR           | 3     | 1      | 0    | 4     |
| 2.      | Argentyna      | 1     | 0      | 1    | 2     |
| 3.      | Polska         | 1     | 0      | 0    | 1     |
| 3.      | Rumunia        | 1     | 0      | 0    | 1     |
| 3.      | Szwajcaria     | 1     | 0      | 0    | 1     |
| 6.      | Szwecja        | 0     | 2      | 0    | 2     |
| 7.      | Finlandia      | 0     | 1      | 2    | 3     |
| 8.      | Belgia         | 0     | 1      | 0    | 1     |
| 8.      | Czechosłowacja | 0     | 1      | 0    | 1     |
| 8.      | Dania          | 0     | 1      | 0    | 1     |
| 11.     | Francja        | 0     | 0      | 1    | 1     |
| 11.     | Holandia       | 0     | 0      | 1    | 1     |
| 11.     | Jugosławia     | 0     | 0      | 1    | 1     |
| 11.     | RFN            | 0     | 0      | 1    | 1     |
| Razem   | Razem          | 7     | 7      | 7    | 21    |